# Hen Pearce
Henry „Hen” Pearce (ur. 7 maja 1777 w Bristolu, zm. 30 kwietnia 1809 w Londynie) – brytyjski bokser z okresu walk na gołe pięści.
Karierę bokserską rozpoczął w Bristolu a pierwszą udokumentowaną walkę stoczył w 1803 w Londynie. Do historii przeszła jego walka z Johnem Gully rozegrana w Hailsham 8 października 1805. Trwała 77 minut. Od 33 rundy przewagę uzyskał Pearce i zakończył ją zwycięsko w 64 rundzie, kiedy Gully nie był w stanie kontynuować pojedynku.
Od roku 1804 uważał się za mistrza Anglii jednak dopiero 6 grudnia 1805 stoczył pojedynek z Jemem Belcherem powszechnie uważanym za mistrza. Zwyciężył po 35 minutach w 18 rundzie potwierdzając swoją supremację. W obronie tytułu miał 30 sierpnia 1807 spotkać się ponownie z Johnem Gully jednak ze względu na kłopoty zdrowotne musiał ją odwołać. Problemy te zmusiły go do rezygnacji w 1807 z tytułu i stały się powodem przedwczesnej śmierci w wieku 31 lat.
W roku 1993 został przyjęty do Międzynarodowej Bokserskiej Galerii Sław. 